# Fresh from the Farm
Fresh from the Farm er en amerikansk stumfilm fra 1915.

## Medvirkende
- Harold Lloyd som Luke
- Gene Marsh
- Elsie Greeson
- Jack Spinks
- Arthur Harrison